# Gaggenau Hausgeräte
La Gaggenau Hausgeräte GmbH è un'azienda tedesca produttrice di elettrodomestici per la cucina, dal 1995 è controllata dal gruppo BSH Bosch und Siemens Hausgeräte GmbH.

## Storia e generalità
Fu fondata nel 1683 a Gaggenau (da cui prese il nome), cittadina del Baden-Württemberg, come azienda siderurgica per la produzione di utensili in metallo.  Nel 1873 l'impresa venne rilevata da Michael Flürscheim, che ampliò la produzione alle macchine agricole e la rinominò Eisenwerke Gaggenau.
Tra la fine del XIX secolo e l'inizio del XX, la Gaggenau estese le proprie attività: realizzazione di insegne, costruzione di biciclette e cucine a carbone e a gas. Nei decenni successivi la produzione si orientò sempre più verso il settore degli elettrodomestici da incasso.
Rilevata nel 1995 dalla BSH Bosch-Siemens Hausgeräte, da allora ne è una controllata.
L'azienda impiega oltre 550 addetti e produce forni, forni a microonde, macchine da caffè, piani cottura, frigoriferi, lavastoviglie e lavatrici. Il brand è utilizzato dal Gruppo BSH per i prodotti destinati alla fascia alta di mercato di oltre 50 paesi.